# 300128 Panditjasraj
300128 Panditjasraj è un asteroide della fascia principale. Scoperto nel 2006, presenta un'orbita caratterizzata da un semiasse maggiore pari a 3,0393828 au e da un'eccentricità di 0,0581273, inclinata di 0,92104° rispetto all'eclittica.